# Currais Novos
Currais Novos là một đô thị thuộc bang Rio Grande do Norte, Brasil. Đô thị này có diện tích 903 km², dân số năm 2007 là 45300 người, mật độ 47,7 người/km².